# 金融概要
《金融行情》（英語：Market Update）是香港電視廣播有限公司新聞及資訊部製作的即時財經節目，因應明珠台休台於2007年9月17日啟播，節目主要以中文及英文字幕形式播放即時財經資訊。